# Bincknoll Castle

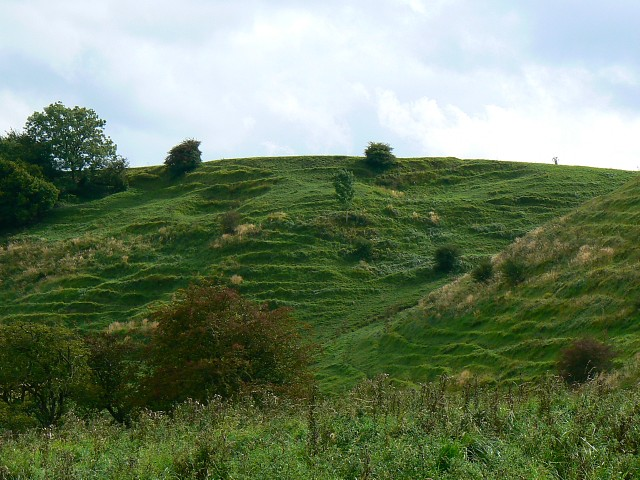
Bincknoll Castle

Bincknol Castle, auch Bincknoll Camp, ist eine abgegangene Wallburg in der englischen Grafschaft Wiltshire. Die Burg aus der Eisenzeit war nur mit einem Wall umgeben. Das Gelände liegt auf einem dreieckigen Vorsprung an einer Felsstufe unterhalb von The Ridgeway im Süden. Die steilen Hänge stellen hervorragende natürliche Verteidigungsanlagen dar; nur von Süden aus ist das Gelände ebenerdig leicht zu erreichen. Die Annahme, dass die Anlage aus der Eisenzeit stammt, ist bis jetzt nicht bewiesen. Die vorgefundenen Tonscherben stammen aus der Römerzeit und danach. Geophysikalische Untersuchungen sind für die Zukunft geplant. Man erwartet davon Aufschluss über das tatsächliche Alter der Anlagen.
Die derzeit sichtbaren Erdwerke weisen auf eine Motte beträchtlicher natürlicher Stärke hin, die bald nach der normannischen Eroberung Englands entstand. Vermutlich ließ Gilbert de Breteuil, der nach der Eroberung des Landes 1066 eine Reihe von Grundherrschaften um das Dorf Broad Hinton erlangte, die Burg errichten, um diese zu überwachen. Der Mound, der durch spätere Steinbrucharbeiten stark beschädigt wurde, hat an seiner Basis einen Durchmesser von etwa 52 Metern und ist 3 Meter hoch; der umgebende Graben ist 2,3 Meter tief. Die Kernburg besitzt einen 3,4 Meter hohen Wall mit Graben, der sie von der Vorburg trennt. Als Eingang dient ein Damm. Die Erdwerke der heute verlassenen Siedlung Bincknoll, die außerhalb der Burg entstand, kann man im Bincknoll Dip sehen, das sich auf einem Hang nach Norden erstreckt.

## Lage
Das Gelände liegt westlich des Dorfes Wroughton und nördlich des Dorfes Broad Hinton. Die Wallburg Barbury Castle befindet sich etwa 5,6 km südöstlich davon. Das Gelände liegt 195 Meter über dem Meeresspiegel und ist leicht vom White Horse Trail und anderen öffentlichen Wanderwegen aus zu erreichen.